# Алтекендорф
Алтекендорф (фр. Alteckendorf) насеље је и општина у источној Француској у региону Алзас, у департману Доња Рајна која припада префектури Стразбур Кампањ.
По подацима из 2011. године у општини је живело 787 становника, а густина насељености је износила 137,59 становника/km². Општина се простире на површини од 5,72 km². Налази се на средњој надморској висини од 190 метара (максималној 265 m, а минималној 167 m).

## Демографија
| 1962. | 1968. | 1975. | 1982. | 1990. | 1999. | 2011. |
| ----- | ----- | ----- | ----- | ----- | ----- | ----- |
| 619   | 618   | 648   | 661   | 705   | 746   | 787   |

График промене броја становника у току последњих година